# حشوم (بني مطر)

تعديل مصدري - تعديل

حشوم هي إحدى قرى عزلة الثلث بمديرية بني مطر التابعة لمحافظة صنعاء، بلغ تعداد سكانها 143 نسمة حسب تعداد اليمن لعام 2004.